# Dream Street
Dream Street var en amerikansk musikgrupp som bildades 1999 och som splittrades 2002.

## Medlemmar
- Jesse McCartney (född 9 april 1987 i Ardsley, New York)
- Matt Ballinger (född 22 april 1985 i Westchester, New York)
- Frankie J. Galasso (född 24 januari 1985 i Bronx, New York)
- Gregory Raposo (född 3 maj 1985 i Long Island, New York)
- Christopher Trousdale (född 11 juni 1985 i New Port Richey, Florida, död 2 juni 2020 i Burbank, Kalifornien)

## Diskografi

### Studioalbum
- Dream Street (2001)
- The Biggest Fan (2002)

### Singlar
- "It Happens Everytime" (2000)
- "I Say Yeah" (2001)
- "Sugar Rush" (2001)
- "With All My Heart" (2002)